# Xerosecta introducta
Xerosecta introducta is een slakkensoort uit de familie van de Hygromiidae. De wetenschappelijke naam van de soort is voor het eerst geldig gepubliceerd in 1841 door A. & J.B. Villa.